# Maksimilian Sztajnberg
Maksimilian Osiejewicz Sztajnberg, też Steinberg (ros. Максимилиан Осеевич Штейнберг; ur. 22 czerwca?/4 lipca 1883 w Wilnie, zm. 6 grudnia 1946 w Leningradzie) – rosyjski kompozytor i pedagog, pochodzenia żydowskiego; zięć Nikołaja Rimskiego-Korsakowa.

## Życiorys
Syn hebraisty, dzieciństwo spędził w Wilnie, w 1901 przeniósł się do Petersburga. W 1907 ukończył biologię na Uniwersytecie Petersburskim, a w 1908 Konserwatorium Petersburskie, gdzie studiował kompozycję u Nikołaja Rimskiego-Korsakowa, harmonię u Anatolija Ladowa i orkiestrację u Aleksandra Głazunowa. W tym samym roku ożenił się z córką swojego mentora – Nadieżdą Rimską-Korsakow.
Nadal związany z Petersburskim Konserwatorium, w 1908 rozpoczął tam karierę pedagogiczną, która trwała do jego odejścia na emeryturę w 1946. Początkowo był wykładowcą kompozycji i orkiestracji (od 1915 jako profesor). Następnie był dziekanem Wydziału Kompozycji (1917–1931), kierował Wydziałem Dyrygentury (1931–1934), był prorektorem (1934–1939) i dyrektorem Wydziałem Kompozycji (1939). Jego uczniami byli m.in. Dmitrij Szostakowicz, Galina Ustwolska, Jurij Szaporin, Władimir Szczerbaczow.
Sztajnberg zyskał reputację twórczego spadkobiercy swojego teścia, który zmarł w 1908. Przygotował pośmiertne publikacje kilku utworów Rimskiego-Korsakowa: suity orkiestrowe z Legendy o niewidzialnym grodzie Kiteziu i dziewicy Fiewronii oraz ze Złotego kogucika, opery Noc majowa i Bojarynia Wiera Szełoga, suitę Antar, a także  zbiór pieśni. Był też redaktorem kolejnych wydań (od IX do XIX) publikacji Rimskiego-Korsakowa Prakticzeskij uchebnik garmonii (Praktyczny podręcznik harmonii) (Petersburg/Leningrad, 1912–1956) oraz Osnowy orkiestrowki (Podstawy orkiestracji) (Petersburg, 1913). 

## Twórczość
Wczesne kompozycje Sztajnberga były nieco akademickie i naśladowcze, z ewidentnymi wpływami muzyki Rimskiego-Korsakowa i Gładunowa. Z czasem zaczął szerzej wykorzystywać bogaty folklor rosyjskich ludów, dążąc do jego asymilacji. Umiejętne wykorzystanie prostoty i prymitywizmu muzyki ludowej nadały Sztajnbergowi pewnej twórczej indywidualności. Wprowadzenie w 1932 socrealizmu nie oznaczało dla Sztajnberga poważnej zmiany, ponieważ jego pro-folklorystyczny styl zasadniczo mieścił się w wymaganiach narzucanych twórcom przez władze radzieckie. W latach 1930–1931 i 1938 dokonał aranżacji 24 pieśni z 16 narodów Związku Radzieckiego. Melodyka pieśni kazachskich i kirgiskich stanowiły podstawę jego IV Symfonii „Turksib” (1933), zaś w V Symfonii (1942) wykorzystał narodowe tematy uzbeckie. 
Współcześnie twórczość Sztajnberga jest mało znana, docenia się natomiast jego wkład pedagogiczny.

## Ważniejsze kompozycje
(na podstawie materiałów źródłowych)

### Utwory sceniczne
- Mietamorfozy, balet (1913)
- Til Ulenszpigiel, balet (1936)

### Utwory orkiestrowe
- I Symfonia (1906)
- Prieludia pamiati N.A. Rimskiego-Korsakowa (1908)
- II Symfonia (1909)
- III Symfonia (1928)
- IV Symfonia „Turksib” (1933)
- capriccio W Armenii (1940)
- V Symfonia (na tematy uzbeckie) (1942)
- Koncert skrzypcowy (1946)

### Utwory kameralne
- I Kwartet smyczkowy (1907)
- II Kwartet smyczkowy (1925)

### Utwory wokalne
- kantata Rusałka (1907)
- Niebo i ziemla, poemat dramatyczny na głos sol., chór i ork. (1918)
- 24 piesni narodow SSSR i zarubieżnych stran na 4 gł. i ork. (1931)
- kantata Pamiati A.S. Puszkina (1937)
- pieśni na głosy i fortepian